# Polanere
Polanerne (polsk: Polanie; latin: Polani, Polanos), også kendt som polanere eller vestlige polanere (polsk: Polanie Zachodni ; latin: Polani Occidentis ) var en vestslavisk og lekitisk stamme, der beboede ved floden  Warta i den historiske region Storpolen fra det 6. århundrede. De var en af hovedstammerne i Centraleuropa og var nært beslægtet med vistulanerne, masoverne, tjekkerne og slovakkerne.

## Historie
I det 9. århundrede forenede polanerne flere vestslaviske (lekitiske) grupper nord for Stormæhren. Unionen, der  blev ledet af Piast-dynastiet udviklede sig til hertugdømmet Polen, hvis navn stammer fra polanerne.
De tidligste polske herskere der kendes, er de legendariske  Piast Hjulmageren og Popiel (8.–9. århundrede). Den første historiske hersker var Mieszko 1. (960-992), som udvidede territoriet, der  senere blev navngivet Polen ved at inkorporere Masovien og erobre Schlesien og de vistulanske landområder i Lillepolen.
Dagome iudex-dokumentet fra 991 omtaler Polen under Mieszkos regeringstid som Civitas Schinesghe (Gniezno-staten). Dokumentet beskriver, at landet strækker sig mellem Oder og Rus og mellem Lillepolen ("Craccoa"/"Alemure") og Østersøen. 
Arkæologiske fund afslører fire store højborge eller gorder (polsk gród ) i den tidlige polanske stat:
- Giecz - stedet, hvorfra piasterne fik kontrol over andre grupper af polanere.[4]
- Poznań – den største og sandsynligvis den vigtigste højborg i staten.[4]
- Gniezno - sandsynligvis statens religiøse centrum, selvom arkæologiske fund, der beviser dette, ikke er blevet udgravet indtil videre.[4]
- Ostrów Lednicki – mindre højborg halvvejs mellem Poznań og Gniezno.[4]

Vestpolanerne blev første gang nævnt omkring år 1000 e.Kr. Poljanere (østlige), en tilsvarende navngivet østslavisk stamme, som levede nær nutidens Kiev, blev sidst dokumenteret i 944 e.Kr.